# چرخند جنب‌حاره‌ای کتی
چرخند جنب‌حارّه‌ای کتی (انگلیسی: Subtropical Cyclone Katie) به‌طور غیررسمی توسط پژوهشگران نام‌گذاری شده است، یک رویداد آب و هوایی غیرعادی در اوایل سال ۲۰۱۵ بود. پس از پایان رسمی فصل توفند ۲۰۱۴–۲۰۱۵ اقیانوس آرام جنوبی، در اوایل ماه مه یک چرخند جنب‌حاره‌ای کمیاب، خارج از حوضه و نزدیک جزیره ایستر شناسایی شد و به‌طور غیررسمی توسط محققان کتی لقب گرفت. کتی یکی از معدود سامانه‌های چرخندی حارّه‌ای یا جنب‌حارّه‌ای بود که تا کنون در جنوب شرقی اقیانوس آرام و خارج از مرز رسمی حوضه در نصف‌النهار ۱۲۰ درجه غربی شکل گرفته است. با توجه به اینکه این توفان خارج از حوزه‌های رسمی مسئولیت سازمان‌های هشدار دهنده در جنوب اقیانوس آرام گسترش یافته است، به‌طور رسمی به عنوان بخشی از فصل توفند ۲۰۱۴–۲۰۱۵ اقیانوس آرام جنوبی گنجانده نشد. با این حال، سرویس آب و هوای نیروی دریایی شیلی هشدارهایی دربارهٔ دریای آزاد در مورد این سامانه به عنوان یک کم‌فشار فراحاره‌ای صادر کرد.